# Orellana (province)
Pour les articles homonymes, voir Orellana.
La province d'Orellana est une province de l'Équateur.

## Toponymie
La province tire son nom de Francisco de Orellana, conquistador et découvreur de l'Amazone en 1542. 

## Histoire
Province la plus récente d'Équateur, elle a été créée officiellement le 30 juillet 1998. 

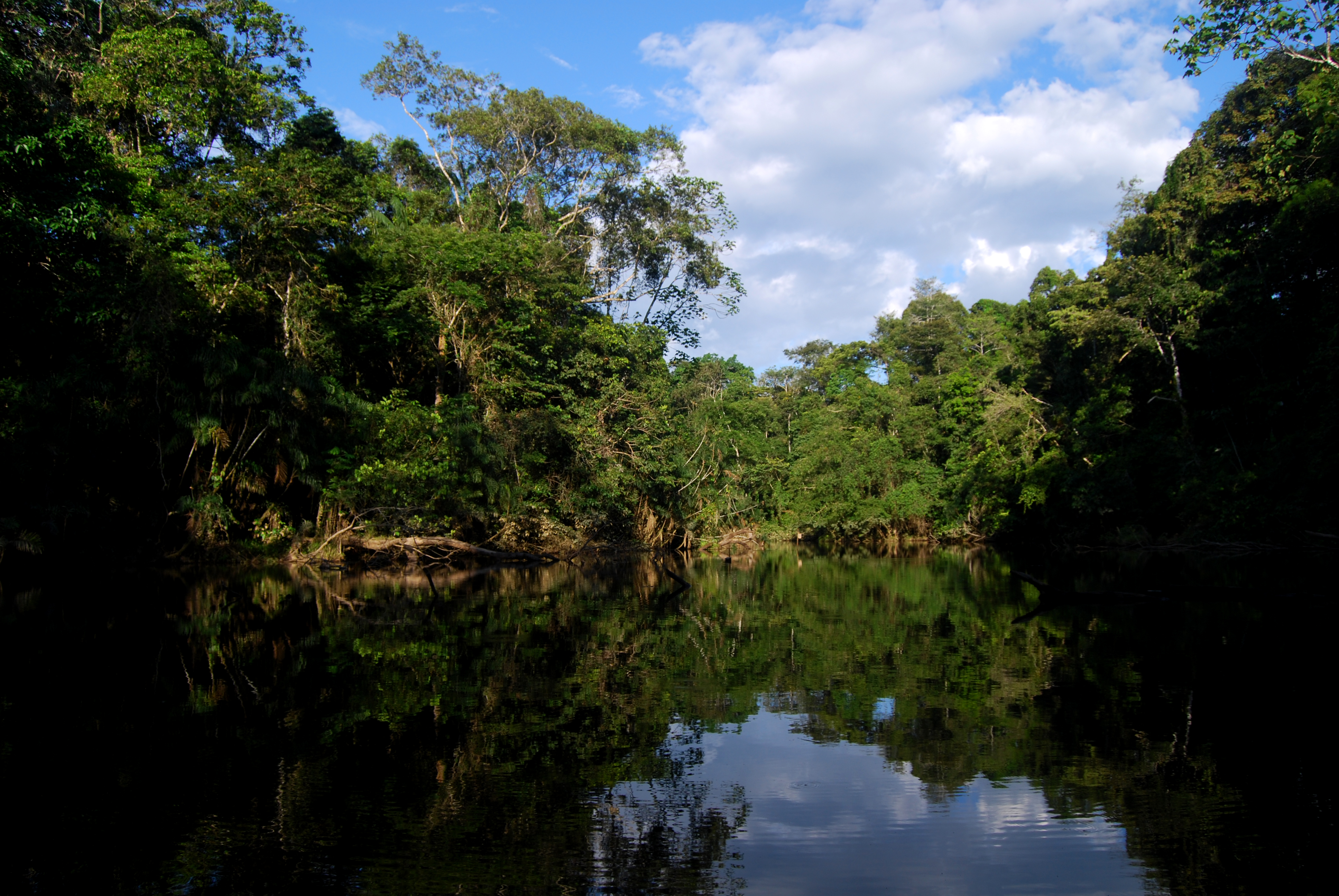
Lac Oxbow, Yasuni

## Géographie
D'une superficie de 20 652,6 km2 la province d'Orellana est située dans le bassin de l'Amazone, dans l'est du pays. Elle est frontalière du Pérou à l'est, et des provinces équatoriennes de Sucumbios, au nord, Napo à l'ouest et Pastaza au sud. Sa capitale est Puerto Francisco de Orellana, aussi appelée Coca. 
Bien que la majeure partie de la province soit située à basse altitude, le canton de Loreto a un relief significatif, dont le point culminant est le volcan Sumaco (3732m), à la frontière avec la province de Napo. La province est traversée par le Río Napo, important affluent de l'Amazone, qui sert de voie de communication fluviale vers le Pérou. Le climat est de type tropical humide, avec des précipitations s'échelonnant entre 26 004 500 mm par an et une température moyenne annuelle de 28 °C à Puerto Francisco de Orellana. 

### Découpage territorial
La province est divisée en quatre cantons :

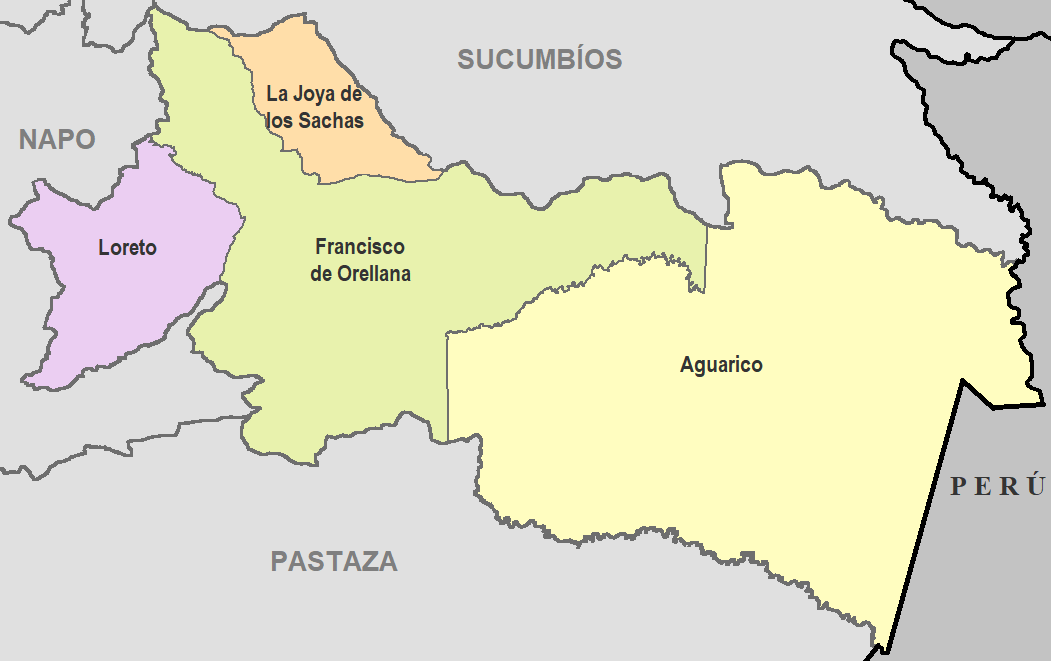
Cantons d'Orellana.

| Canton                | Superficie (km2) | Population (2010) | Densité (hab./km2) | Chef-lieu                    |
| --------------------- | ---------------- | ----------------- | ------------------ | ---------------------------- |
| Aguarico              | 11 358           | 4 847             | 0,4                | Nuevo Rocafuerte             |
| La Joya de los Sachas | 1 195            | 37 591            | 31,5               | La Joya de los Sachas        |
| Loreto                | 2 127            | 21 163            | 9,9                | Loreto                       |
| Orellana              | 6 995            | 72 795            | 10,4               | Puerto Francisco de Orellana |

## Économie
Les principales ressources économiques de l'Orellana sont le pétrole, le bois, le café et le cacao. L'orellana compte une importante population indigène, appartenant aux nations Huaorani, les Shuar et les Quichua